# Торчинський маніфест
Торчинський маніфест — пам'ятка суспільної думки 2-ї половини 18 ст., що відбиває протестні настрої правобережного селянства у переддень розгортання могутнього соціального та національно-визвольного руху 1768—1769 років — Коліївщини. 

## Історія
Віднайдений у містечку Торчин (нині селище міського типу Луцького району Волинської області) 14 червня 1767 року по завершенні ярмаркових днів. За відсутності оригінального заголовка в тексті документа відомий в історіографії також під назвами «Проект селянської конфедерації», «Проект положення селянства», «Проект status plebei», «Торчинська супліка», «Торчинська хартія». Маніфест поширювався польською і українською мовами в різних воєводствах Речі Посполитої. 
Його автори, соціальний статус яких залишається нез'ясованим, не лише продемонстрували відчуття крайньої концентрації тієї суспільної напруги, що в 1760-х роках визначала психологічний клімат в українських землях Королівства Польського, а й виявили доволі високий рівень ерудиції, що засвідчують непоодинокі екскурси в античну демократичну практику, апелювання до природного права, суспільно-політичного устрою сучасних їм європейських країн тощо. 

## Зміст маніфесту
У документі висунуто низку завдань (у соціально-економічній і політичній сферах), які передбачалося вирішити в ході майбутнього збройного виступу. Насамперед ішлося про правове врегулювання соціальних відносин на селі, ліквідацію особистої залежності селянина і повернення йому права на успадкування земельної власності, регламентування селянських повинностей і поборів, обмеження засилля торгово-ростовщицького елементу, врегулювання міжконфесійних конфліктів та ін. Важливою і, по суті, уперше висунутою політичною вимогою селянства стало питання його представництва в польському вальному сеймі. Як вагомий аргумент на доказ правомірності селянських вимог у маніфесті використано досвід національно-визвольних рухів минулого, зокрема, автори посилалися на результативний виступ далекарлійців у Швеції, революційні події в Україні середини 17 ст., повстання польських селян Чорштинського і Новотарзького староств 1651 року. Підкреслюючи безпосередні зв'язки його проводиря Олександра-Леона Костки-Наперського з гетьманом України Богданом Хмельницьким, вони історичним фактом доводили спільність соціальних інтересів (попри етнічну приналежність та відмінності у віросповіданні) всього селянства Речі Посполитої.